# Romeo Octavian Hanganu
Romeo Octavian Hanganu (n. 8 martie 1948, Iași) este un politician român, fost membru al Parlamentului României. Conform biografiei sale oficiale, Romeo Octavian Hanganu a fost membru PCR în perioada 1974 - 1989. Romeo Octavian Hanganu a fost primar al municipiului Ploiești în perioada august 1990 – 23 februarie 1992. În legislatura 2000-2004, Romeo Octavian Hanganu a fost ales senator pe listele PD, a înregistrat 60 de luări de cuvânt în ședințe parlamentare și a fost membru în grupul parlamentar de prietenie cu Federația Rusă. În legislatura 2004-2008, Romeo Octavian Hanganu a fost ales deputat pe listele Partidului Umanist din România, a devenit membru al Partidului Conservator până în septembrie 2007 când a devenit deputat independent. În cadrul activității sale parlamentare în legislatura 2004-2008, Romeo Octavian Hanganu a fost membru în grupurile parlamentare de prietenie cu Federația Rusă, Republica Letonia și Republica Lituania. 